# Rose Lesser
Rose Lesser (* 24. März 1908 in Berlin; † 22. Januar 2002 in Tokio) war eine deutsche Autorin.

## Leben
Rose Lesser wurde in Berlin geboren und wuchs in Hameln auf. Im Jahr 1929 wanderte sie nach Japan aus. Sie heiratete 1933 den Geobotaniker Kenji Takahashi (高橋 健治; 1903–1947). Anfangs arbeitete sie bei IG Farben in Kōbe, bei der Handelsfirma Winckler & Co in Nagoya und mit dem Regisseur Arnold Fanck. Lesser war die Gründerin der Gesellschaft für Japanisch-Koreanische Freundschaft. 1956 wurde sie von NHK für ihre Bemühungen um internationales Verständnis geehrt. Sie lehrte Fremdsprachen an der Hōsei-Universität und der Nihon-Universität in Tokyo. Sie war auch Gründerin von More Joy einer NPO zur Förderung von gegenseitigem Verständnis und Freundschaft der Jugend. Sie veröffentlichte einige Bücher über die japanischen Berge, verschneite Landschaften, Land und Leute.
Ihr Motto lautete: „Der Mensch hat nur zwei Feinde: Ignoranz und Gleichgültigkeit daheim und außerhalb.“

## Ehrungen
- Bundesverdienstkreuz am Bande (28. Januar 1999)[1]

## Werke
- 1957: Die Eigenart der japanischen Alpen das japanische Bauernneujahr. OAG, 1957
- 1981: Taifun und …. More Joy
- 1986: Bokushi Suzuki, Jeffrey Hunter: Snow country tales: life in the other Japan. Weatherhill, ISBN 978-0-8348-0210-0
- 1990: Und dann …. More Joy